# Elizabeth Bowen
Elizabeth Dorothea Cole Bowen, född 7 juni 1899 i Dublin, död 22 februari 1973 i London, var en brittisk författare. När hennes far blev sjuk 1907, flyttade hon och hennes mor till England. Efter hennes mors död 1912, växte Bowen upp hos sina mostrar i Kent.
Bowen studerade vid Downe House. Efter en tids studier vid en konstskola i London ansåg hon att hennes talang låg inom skrivandet. Hon började umgås med Bloomsburygruppen, blev god vän med Rose Macaulay, som hjälpte henne att finna en förläggare till hennes första bok Encounters (1923). 1923 gifte hon sig med Alan Cameron.
Bowen ärvde familjegården Bowen's Court 1930, men fortsatte att ha sin bas i England, med täta besök till Irland. Under andra världskriget arbetade hon för det brittiska informationsministeriet, där hon rapporterade om den irländska opinionen, angående den irländska neutraliteten.
Då hennes man gick i pension 1952 bosatte de sig i Bowen’s Court, där Alan Cameron dog ett par månader senare. De följande åren kämpade Bowen för att få gården att gå runt, bland annat undervisade hon i USA för att få in pengar. 1959 såldes gården.
Bowen slog sig ner i Hythe där hon 1973, i en ålder av 73 år, avled i cancer. Hon är begraven tillsammans med sin man på Farahy kyrkogård, som ligger intill Bowen's Court. En minneshögtid hålls årligen till hennes ära i Farahy kyrka.
Hennes böcker utspelar sig bland den högre medelklassen och kretsar kring förlorad oskuld. Hon har hämtat inspiration från den gotiska romanstilen samt från författarna Henry James och Virginia Woolf. Bakgrunden i de flesta av hennes verk är kriget.